# Khallet Sakariya
Khallet Sakariya (àrab: خلة سكاريا, Ḫallat Sakāriyā) o Khirbet Beit Zakariyyah (àrab: خربة بيت زكريا, Ḫirbat Bayt Zakariyyā) és una vila de la governació de Betlem, al centre de Cisjordània. Segons l'Oficina Central d'Estadístiques de Palestina (PCBS), tenia 233 habitants en 2016. Està situada entre els assentaments israelians d'Alon Shvut i Rosh Tzurim a la regió de Gush Etzion Administrativament és associada amb Artas (Betlem).

## Història
El poble pot ser el lloc de la batalla de Beth Zechariah entre els macabeus i els grecsseléucides durant la revolta macabea contra l'Imperi Selèucida, l'any 162 aC. S'han excavat tres coves de sepultura tallades a la pedra, datades del segle I a C., i s'han trobat fragments de ceràmica del segle I aC. En el període romà d'Orient, es va ubicar una important església, que apareix al mapa de Madaba. Des d'aleshores s'ha construït una mesquita que va ser anomenada Nabi-Zakariah al lloc de l'església. Algunes de les ruïnes de l'església es conserven sota la mesquita.
Durant les Croades, Casale Zacharie, vora al-Khidr, probablement era una vila cristiana, i va ser concedida amb al-Khidr a l'església de Betlem entre c. 1155 i c. 1186. També s'han trobat fragments de ceràmica de l'època mameluc.

### Època otomana
En el cens Otomà de 1538-1539, Bayt Dhakariyya era situada al nàhiya de Halil, mentre que en 1550 es va observar que els ingressos del poble es van dirigir a un imaret imperial a Jerusalem.
En 1852 Edward Robinson assenyala Beit Sakarieh "en un promontori gairebé aïllat o tel que sortia al nord-oest entre dues profundes valls; i connectat amb l'alt sòl sud per un coll baix entre els caps d'aquestes dues valls."
En 1863 Victor Guérin va trobar la vila "gairebé totalment abandonada, i es compon d'una confusa massa de cases petites, molt mal construïdes, i la majoria d'elles en ruïnes. Només unes poques encara estan habitades per una dotzena de fellah, que es troben ocupats batent els seus grans en àrees antigues. Aquí i allà ens trobem amb cementiris excavats a la roca. Una petita mesquita conté, es diu, una tomba, que ja no és visible." "A l'entrada d'aquest santuari, observo dos columnes que semblen provenir d'una església romana d'Orient; El capitell, de fet, representa espècies de cistelles de joncs entrellaçades com les malles d'una xarxa."
Una llista otomana d'aproximadament 1870 registra un Weli musulmà dedicat a un xeic  Zakarja , situat sota un gran arbre. També es van observar diverses cisternes, i que va passar l'antiga via romana cap a Jerusalem.

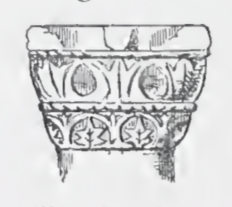
Un capitell romà d'Orient, dibuixat en 1873

El 1883 el Survey of Western Palestine del Fons per a l'Exploració de Palestina va assenyalar: "Des de la principal via romana al sud, un camí condueix a aquesta ruïna, se situa a la vora i domina valls profundes sobre la a l'est i al nord, al costat del camí hi ha una base quadrada d'uns 50 peus de costat, d'unes pedres bastimentades, les restes del turó són les d'un gran poble modern, amb fonaments més antics: una de les muralles és de pedres de 4 1/2 peus de llargada, 2 peus d'alçada, molt vestida. També hi ha una mesquita, amb un pòrtic a l'oest, enfonsat per sota de la superfície. Al costat nord d'aquest pòrtic es col·loca un pilar amb una capital del cistell (vegeu la il·lustració), com les capitells romans d'Orient del segle VIII: l'eix és de 2 peus de diàmetre, es tanca la porta de la mesquita, potser pot representar el lloc de l'església que hi havia al lloc […] També es van trobar pedres redactades amb un cap i un altre capitell, aparentment romà d'Orient. A l'oest dels llocs hi ha tombes tallades en roca, ara bloquejades. Un arbre creix sobre el mukam, o mesquita."

### Època moderna
El 14 de gener de 1948 les forces àrabs liderades per Abd al-Qadir al-Husayni van intentar capturar el turó estratègic de Beit Zakariah, i així dividir Gush Etzion en dos en preparació per a la seva conquesta total. No obstant això, les forces jueves van derrotar-les en la batalla de 3 Shevat. La derrota va tenir repercussions estratègiques per a tota Palestina, com a resultat, Husseini va cancel·lar els seus plans per atacar comunitats jueves i es va centrar en atacs a les carreteres.
Gush Etzion va ser capturada en maig de 1948. Quan es va aconseguir un alto el foc entre les forces israelianes i les tropes jordanes el 1949, l'àrea es va convertir en part de Cisjordània. Després de la Guerra dels Sis Dies en 1967, els assentaments de Gush Etzion van ser restablits. En algun moment després de gener de 1948, els habitants àrabs de Beit Zakariah tornaren a casa seva. Ara formen una petita minoria àrab dins del bloc Gush Etzion.